# Zigmas Žemaitis
Zigmas Žemaitis (ur. 8 listopada 1884 w Daktarach w gminie Twerecz, zm. 24 kwietnia 1969 w Wilnie) – litewski profesor, rektor Uniwersytetu Wileńskiego (1946–1948), prezes litewskiego aeroklubu (1929–1940), fizyk, matematyk i działacz społeczny.

## Życiorys
W latach 1903–1909 studiował na Wydziale Fizyczno-Mechanicznym Uniwersytetu w Odessie. W czasie I wojny światowej znalazł pracę w litewskim gimnazjum w Woroneżu. 
W okresie Pierwszej Republiki Litewskiej Zigmas Žemaitis zaangażował się w powstanie i rozwój Uniwersytetu Litewskiego w Kownie, od 1922 do 1927 pełnił tam funkcję dziekana Wydziału Matematyki. W 1940, w okresie litewskiej okupacji Wilna, podjął pracę na Uniwersytecie Wileńskim, w latach 1946–1948 pełnił urząd jego rektora. Jego wielką pasją było lotnictwo, od 1929 do 1940 roku szefował litewskiemu aeroklubowi.